# Kriegs- und Zivilgefangenenlager Zittau
Das Kriegs- und Zivilgefangenenlager für Angehörige der deutschen Wehrmacht und deutsche Zivilisten im Zittauer Stadtteil Großporitsch entstand Mitte Mai 1945 auf dem zuvor zu den Zittwerken gehörigen Kasernengelände in Großporitsch.
Nach Besetzung der Stadt Zittau durch die Rote Armee beschlagnahmte diese das ehemalige militärische Sperrgebiet um die Junkers-Produktionsanlagen. Die Wohnunterkünfte für die Beschäftigten der Zittwerke einschließlich des Ostarbeiter- und des KZ-Außenlagers wurden als Kriegsgefangenenlager für die 4. deutsche Panzerarmee und das 5. deutsche Armeekorps eingerichtet, deren Durchbruchsversuch über die Elbe in die amerikanische Besatzungszone gescheitert war.
Etwa 20.000 Gefangene trafen nach einem Fußmarsch aus Böhmen im Lager ein, das für eine solche Belegung nicht eingerichtet war, so dass auch Treppenhäuser, Keller, Dachböden und Werkhallen zur Unterbringung genutzt werden mussten. Für die innere Ordnung des Lagers wurde ein deutscher Offizier und Ritterkreuzträger zum deutschen Lagerkommandanten eingesetzt, der auch über die Einhaltung der militärischen Regeln wachte. Geleitet wurde das Lager durch einen Hauptmann der Roten Armee.
Neben einer separaten Unterkunft für die deutschen Offiziere bestand zu Beginn ein Block für österreichische Soldaten, die mit rot-weißen Armbinden versehen wurden. Noch im Juni 1945 erfolgte die Verlegung der Österreicher in ein anderes Lager.
Gleichzeitig diente das Lager zur Unterbringung von Zivilisten, die von den Besatzungstruppen auf der Suche nach geflohenen Wehrmachtsangehörigen oder untergetauchten Nazis oft willkürlich interniert wurden. Insbesondere Uniformträger, wie Polizisten oder auch Eisenbahner gelangten recht schnell in das Lager. Im Juli 1945 wurde einige Ensemblemitglieder des Grenzlandtheaters Zittau, darunter der Kapellmeister Guido Masanetz nach längeren Verhandlungen mit der Stadt Zittau wieder freigelassen. Auch der frühere KZ-Häftling Mortka Schwarz wurde in der Stadt aufgegriffen und im Juli 1945 wieder entlassen.
Im „Wirtschaftsgebäude“, dem früheren KZ-Außenlager, wurden örtliche NSDAP-Funktionäre und leitende Kader aus Wirtschaft und Organisationen des Dritten Reiches interniert. Dieses durch einen Stacheldrahtzaun vom übrigen Gelände abgetrennte Lager wurde im September 1945 aufgelöst. Die Gefangenen wurden in das Lager „Seifertshöhe“ bei Hirschfelde bzw. in das Speziallager Nr. 1 bei Mühlberg verlegt.
Bereits seit dem 22. Juni 1945 befand sich das Lager auf polnisch besetztem Gebiet und die deutschen Bewohner wurden vertrieben. Am 10. September 1945 übergab die Rote Armee das Lager an die polnische Armee, die das Lager am 14. Oktober auflöste. Die Gefangenen mussten zu Fuß zu dem früheren Truppenübungsplatz Neuhammer in Świętoszów in der Melbitzer Heide gehen, von wo sie mit der Eisenbahn an verschiedene Orte Polens verteilt wurden; die meisten wurden in das oberschlesische Steinkohlenrevier verlegt.
Ab 1959 wurden die Kasernengebäude kurzzeitig als Unterkunft für im Tagebau und beim Bau des Kraftwerkes Turów eingesetzte Arbeiter genutzt.
Heute werden einige Gebäude als Woiwodschaftskrankenhaus für Psychiatrie genutzt.
Koordinaten: 50° 53′ 25″ N, 14° 50′ 32″ O